# Gillsville (Géorgie)
Gillsville est une ville américaine située dans les comtés de Barrow et de Hall, en Géorgie. Selon le recensement de 2020, sa population est de 306 habitants. Le maire de Gillsville se nomme Wade Dale et dirige un conseil municipal de 4 autres personnes.
La ville s'est spécialisée dans la vente de poterie traditionnelle, la poterie folklorique étant le dernier artisanat américain original pratiqué de la même manière aujourd'hui qu'à l'époque coloniale. L'artisanat est très important pour cette ville puisqu'il représente 17% des emplois, c'est-à-dire la plus grande part des emplois devant le commerce de détail (13%), les services d'enseignements et de santé (12%) et l'agriculture (11%).

## Histoire
Gillsville est la plus ancienne ville du compté de Hall, à l'origine elle était nommée Stonethrow, la ville serait apparue vers 1784, deux ans après l'arrivée des colons dans le compté de Jackson.
En 1900, un incendie a ravagé une grande partie de Gillsville, détruisant quatre des six magasins et le bureau de poste. On suppose que l'incendie a été allumé pour cacher un cambriolage.
Malgré cet incendie il existe encore de nombreuses maisons anciennes à Gillsville, dont une datant des années1850 et en plutôt bon état.